# Trichilia trifoliata
Trichilia trifoliata là một loài thực vật có hoa trong họ Meliaceae. Loài này được Jacq. miêu tả khoa học đầu tiên.